# Tengvar
Tengvar (izvirno angleško tengwar) je umetna pisava angleškega pisatelja in jezikoslovca Johna Ronalda Reuela Tolkiena. V svojih delih jo je Tolkien uporabljal za zapis jezikov Srednjega sveta, med drugim tudi kvenje in sindarščine. Ker pa pisava temelji na glasovih (vsaka tengva predstavlja svoj glas), le-ti pa so drugače uporabljeni v različnih jezikih, obstaja kar veliko načinov za zapis tengvarja.
Jezik se imenuje tengvar, kar je kvenjski izraz za črke (v množini); črka (v ednini) pa je tengva (izvirno angleško tengwa). V sindarinščini se pisava imenuje Tîw (pomeni enako črke, v množini), posamezna črka pa Têw.

## Zgodovina pisave vTolkienovi mitologiji
Pisava tengvar se je razvila iz starejše pisave imenovane sarati (tedaj edini pisni sistem). Le-to je izumil in oblikoval Rúmil iz Tiriona leta 1179 Leta dreves, 3075 let pred začetkom Prve dobe in je danes znana tudi pod imenom rúmilica. 680 let pozneje (1250 LD) je Fëanor sarati preuredil in sestavil novo pisavo, ki je bila bolj sistematično urejena in je zato vsebovala manjši nabor znakov. Poimenoval jo je tengvar, njegova različica pisave pa se imenuje fëanorica. Od rúmilice se med drugim razlikuje tudi po smeri pisanja - sarati je bilo mogoče pisati v več različnih smereh (najpogosteje navpično), tengvar pa se je pisal le vodoravno, od leve proti desni.
Sprva se je pisava iz Amana razširila na Númenor, pozneje pa še na ves Srednji svet. Tam so jo posvojila mnoga ljudstva in jo zaradi drugačnega jezika tudi preuredila. Tengvarke so se pisale s čopičem ali peresom in so bile bolj primerne za pisanje daljših tekstov kot pa kirt, ki je bil v uporabi za vklesovanje črk v les ali skale (zato pa so ga uporabljali škratje).

## Sistem pisave
Sistem vsebuje štiriindvajset osnovnih (primarnih) znakov oz. črk (1-24), urejenih v štiri témar (serije), sestavljene iz po šestih tyeller (redov). Obstajajo še dodatne črke (25-36), vendar so v večini priredbe osnovnih črk; izjema sta le črki 27 in 29.

##### Deli tengve
Posamezna tengva (črka) je sestavljena iz dveh delov: lúva oz. loka, ki predstavlja glas, ter telco oz. stebla, ki predstavlja zrak. Oblike prikazane kot 1-4 (glej preglednico), so veljale za osnovne. Steblo je lahko vzdignjeno kot pri 9-16, ali pa skrajšano kot pri 17-24. Lok je bil lahko odprt kot v serijah I in III, ali zaprt kot v serijah II in IV; tako pri enih kot pri drugih ga je bilo moč podvajati.

##### Soglasniki
Soglasnike v tengvarju zastopajo posamezne črke - tengve. Le-te so urejene v mrežo 24 primarnih in 11 dodatnih črk. Tengve so razdeljene v štiri serije (témar), ki jih predstavljajo štiri stolpce. Vsaka serija predstavlja glasove različnih govornih mest. Seriji I in II sta skoraj vedno uporabljeni za zobnike in ustničnike. Serija III je po navadi predstavljala trdonebnike ali mehkonebnike, serija IV pa mehkonebnike ali kombinacijo ustničnih in mehkonebnih glasov (odvisno od fonologije jezika).
Vsaka izmed serij je bila potem še razdeljena na šest redov (tyeller). Vsak red je predstavljal glasove ustvarjene na drugačen način; torej kako zrak »teče« skozi usta in nos pri izgovorjavi posameznega glasu:
- 1. in 2. red sta bila v rabi za nezveneče in zveneče zapornike. Podvojeni lok v drugem redu je nakazoval zvenečost: če so torej 1,2,3,4 = t, p, k, kw - (v sindarskem, oz. t, p, č, k v angleškem načinu), potem je sledilo, da so 5,6,7,8 = d, b, g, gw (d, b, dž, g).
- Vzpetost stebla je nakazovala odpiranje soglasnika v pripornik, tako da sta 3. in 4. red predstavljala nezveneče in zveneče pripornike. Tako so po zgoraj navedenih vrednostih glasovi za 3. red (9-12) = th, f, kh, khw/hw (th, f, š, h) in za 4. red (13-16) = dh, v, gh, ghw/w (dh, v, ž, gh).
- V prvotni fëanorici je razdaljšano steblo (steblo hkrati zgoraj in spodaj) predstavljalo pridišne soglasnike (t + h, p + h, k + h), po potrebi tudi druge soglasniške različice. Pozneje so ta red uporabljali za pisanje različic 3. in 4. reda (da so se bolj razlikovale od 1. reda). 5. red (17-20) se je po navadi uporabljal za nosnike; tako sta bili 17 in 18 najbolj pogosti znamenji za n in m.
- Po zgornjem zgledu bi moral 6. red torej predstavljati nezveneče nosnike (na primer valižanski nh ali staroangleški hn), ki pa so bili v jezikih Srednjega sveta sila redki. Ta red (21-24) so najpogosteje uporabljali za najšibkeše oz. »polsamoglasniške« soglasnike vsake izmed serij. Sestajala je iz najmanjših in najbolj preprostih oblik izmed primarnih črk. Tako je bilo znamenje 21 pogosto namenjeno šibkemu (breztresljajnemu) r, ki je prvotno nastopal v kvenji in ga je ta jezikovni sistem imel za najšibkejši soglasnik serije tincotéma; znamenje 22 je bilo na splošno namenjeno za w; znamenje 23 pa je bilo, kjer je bila serija III trdonebna, na splošno v rabi za soglasniški j.

##### Imena tengvark
Osnovne tengvarke:
- 1: Kovina (Tinco)
- 2: Knjiga (Parma)
- 3: Svetilka (Calma)
- 4: Pero (Quessë)
- 5: Vrata (Ando)
- 6: Usoda (Umbar)
- 7: Železo (Anga)
- 8: Pajčevina (Ungwë)
- 9: Duh (Súlë)
- 10: Sever (Formen)
- 11: Zaklad ali Bes (Harma ali Aha)
- 12: Vetrc (Hwesta)
- 13: Usta (Anto)
- 14: Kljuka (Ampa)
- 15: Čeljusti (Anca)
- 16: Duplo (Unquë)
- 17: Zahod (Númen)
- 18: Zlato (Malta)
- 19: Noldor (Ngoldo, po starem Ñoldo)
- 20: Muka (Ñwalmë, po starem Ngwalmë)
- 21: Srce (Órë)
- 22: Angelska moč (Vala)
- 23: Dar (Anna)
- 24: Zrak (Vilya, po starem Wilya)

Dodatne tengvarke:
- 25: Vzhod (Rómen)
- 26: Pokrajina (Arda)
- 27: Jezik (Lambë)
- 28: Drevo (Alda)
- 29: Zvezdna svetloba (Silmë)
- 30: Obrnjena zvezdna svetloba (Silmë nuquerna)
- 31: Sončna svetloba ali Ime (Ázë/Árë ali Essë)
- 32: Obrnjeno Ime (Essë nuquerna)
- 33: Jug (Hyarmen)
- 34: »Sivovilinski« vetrc (Hwesta Sindarinwa)
- 35: Most (Yanta)
- 36: Vročina (Úrë)

##### Samoglasniki
Zapis samoglasnikov se med različnimi načini zelo razlikuje. V mnogih načinih samoglasnike predstavljajo tehte. Ta način se imenuje ómatehtar. Tehte so lahko postavljene nad in pod tengvarke (v nekaterih primerih tudi znotraj); v kvenji, kjer se večina besed konča s samoglasnikom, je tehta stala nad predhodnim soglasnikom, v na primer sindarščini, pa tehte stojijo nad sledečim soglasnikom, saj se večina besed v tem jeziku konča s soglasnikom. Kadar soglasnika v zahtevanem položaju ni bilo, so tehto postavili na »kratki nosilec«. Dolge samoglasnike so označevali s podvojenimi tehtami na soglasniku, oz. z enojno tehto na dolgem nosilcu. V tabeli so prikazani kratki samoglasniki (na kratkih nosilcih).
Zaradi hitrega zapisovanja je tropičje tehte a prešlo v znak podoben strešici. 
V t. i. polnem načinu samoglasnikov niso predstavljale tehte, ampak cele samoglasniške črke.
Za zapis samoglasniškega y je v rabi tengvarka silmë nuquerna. Za zapis dvoglasnikov pa se simbolom v tabeli nadpiše tehta (dve pikici) za sledeči y(i) - pri samoglasnikih a, e in u in črtica, podobna ~, za sledeči w (u) - samo pri znaku za samoglasnik a. Tako so nastale še kombinacije: ai, ei, ui in  au/aw. Vse druge kombinacije so bile izpisane posebej (glej Sindarski način).

##### Dodatne tehte
Obstaja še nekaj drugih teht, ki se rabijo kot okrajšave. ~ nad soglasnikom po navadi nakazuje, da le-ta sledi nosniku iz iste serije (nt, np ali nk); podobno znamenje pod črko pa je nakazovalo, da gre za dolg oz. podvojen soglasnik. Za nakazovanje sledečega s, še posebno v kombinacijah ts, ps, ks (x), ki so priljubljene v kvenji, se uporablja navzdol obrnjena kljukica, ki se drži loka:  - na primer  (ts). V sindarskem načinu se uporablja tudi zavita črtica, ki nakazuje sledeči w.

##### Številke
Pisanje števil je za vse načine enako; do razlik v rabi lahko pride le zaradi avtorjeve interpretacije, saj je sistem pisanja števil dokaj fleksibilen. Vseeno pa lahko brez težave berejo vse številke vsi uporabniki tengvarja.
Prvi način pisanja števil ne uporablja znakov iz zgornje tabele, ampak tengvarke. Vsaka tengvarka je oštevilčena (1-36) in zavzema vrednost zaporedne številke (glej tabelo Imena tengvark). Ta način se uporablja izključno za pisanje številk kot so knjižne strani; nikoli ne bi s tengvarkami napisali datuma. Da pokažemo, da neka tengvarka predstavlja število, ji nadpišemo piko ali črto.
Primer:  ali   = 2
Za vse ostale zapise številk uporabimo spodnje znake, vendar je vrstni red obrnjen: zadnjo cifro zapišemo prvo in prvo cifro zapišemo zadnjo.
Primer:  = 42   in   = 1985
Včasih se tudi nad simboli za števila pišeta pika oz. črta (le-ta je povezana v eno samo črto). To običajno pomeni, da je število zapisano v desetiškem sistemu.
Primer:   oz.   = 42  in    oz.   = 1985
Nekateri avtorji obrnjenega vrstnega reda ne upoštevajo, vendar to ni priporočeno.
Primer:  = 42   in   = 1985
Enico označimo z majhnim krogcem pod števko in s tem tudi označimo smer v kateri smo pisali število.
Občasno sta bili v uporabi še dve dodatni številki (10 in 11), ki sta se uporabljali v zapisih dvanajstiškega sistema. V praksi to pomeni, da najprej pretvorimo številke iz desetiškega sistema v dvanajstiškega.
Primer:  10 = A =     11 = B =     12 = 10 =        torej je   8487 = 4AB3 = 
Da je število v dvanajstiškem sistemu lahko označimo ravno tako s črto ali s piko, le da je ta pod številom.

###### Imena številk
|               | 0 | 1    | 2    | 3           | 4     | 5     | 6     | 7        | 8      | 9     | 10             | 11     |
| ------------- | - | ---- | ---- | ----------- | ----- | ----- | ----- | -------- | ------ | ----- | -------------- | ------ |
| kvenjščina    | - | minë | atta | neldë       | canta | lempë | enquë | otso     | toldo  | nertë | cainen         | minquë |
| sindarinščina |   | mîn  | tâd  | nêl / neled | canad | leben | eneg  | odo/odog | tolod  | neder | pae / cae/caen | minib  |
| noldorščina   |   |      | tâd  | neled       | canad |       | eneg  | odog     | toloth | neder | caer           |        |

- Imena števil v kvenjščini pomenijo dobesedno ena, dva, tri, ...
- Izraz za število nič (0) ni poznan.

##### Ločila
Ločil v Tengvarju ne moremo točno enačiti z našimi. Označujejo (različno dolge) premore (s pikami - več pik pomeni daljši premor) in intonacijo (. , ? !), nekatera pa so tudi funkcijska (() &).
 Enojna pika se običajno uporablja za označevanje najkrajših premorov. Običajno ustreza vejici. Najpogostejša postavitev enojne pike je na sredini višine vrstice.
V kvenjskih in sindarinskih pesmih, objavljenih v knjigi Poti pa nikoli konec ni (The Road Goes Ever On), se pika uporablja za označevanje konca vsakega verza, kadar ni drugih ločil, ki bi označevala premore na potrebnem mestu (pesmi so napisane neprekinjeno, brez premorov na koncu verzov).
V zapisu kvenjske besede lúmenn' se pika uporablja za označevanje opuščenega končnega a in tako ustreza opuščaju. V tem primeru je pika postavljena tako, da med njo in prejšnjo črko ni prostora. V drugem zapisu iste besede pa izpadli samoglasnik ni označen z nobenim znakom.
V nekaterih dokumentih je pika postavljena na osnovno črto in ne na sredino vrstice, zlasti v napisu na Prstanu in Kraljevih pismih. V teh dokumentih je pika najpogosteje postavljena blizu predhodne črte.
 Dvojna pika je daleč najpogostejše ločilo, ki ga najdemo v primerih besedil v Tengvarju. Je enake oblike kot dvopičje. Označuje ravno tako premor, ki pa je nekoliko daljši od tistega, ki ga označuje enojna pika. Običajno nastopa v enaki vlogi kot pika, včasih kot podpičje. V Kraljevem pismu (King's letter) pa običajno ustreza vejici.
Zdi se verjetno, da se beseda pusta (kot pika) nanaša na to znamenje (pusta označuje tudi ločevalno znamenje).
 V eni od različic Kraljevega pisma trojna pika ustreza dvopičju. Predvidevamo lahko, da ta znak poleg tega, da označuje premor, morda bralcu sporoča tudi, da je naslednji stavek razlaga ali dopolnitev prejšnjega.
 Dvojna pika + enojna pika se v nekaterih dokumentih uporablja za označevanje daljšega premora kot dvojna pika. V dveh besedilih Kraljevega pisma, kjer dvojna pika običajno ustreza vejici, je to znamenje bolj enakovredno piki. V drugem pismu (Broganu), ki je zapisan po westronskem načinu, je to znamenje uporabljeno za označevanje konca zadnjega stavka. Prvo pismo (Broganu) v Tengvarju (napisan v skladu s splošno rabo) ima na ustreznem mestu znak s štirimi pikami (glej spodaj).
 V dokumentih kraljeva pisma so štiri pike v obliki romba uporabljene za označevanje dolgega premora. V večini različic je s tem znakom označen konec besedila. Poleg tega imata dve različici to oznako, druga pa trojno piko (glej zgoraj).
  Dve zaporedni dvojni piki (ali štiri pike v obliki kvadrata) se v dveh besedilih uporabljajo za označevanje dolgega, močnega premora ali konca besedila. V Namárië se ta znak uporablja tako na koncu prve kitice kot za vprašanjem naslednje vrstice (vendar ne na koncu celotne pesmi). V prvem pismu (Broganu) v Tengvarju, zapisanem v splošnem načinu (angleški način), ta znak označuje konec zadnjega stavka in ustreza znaku treh pik, ki se uporablja za označevanje konca drugega pisma (ki sledi zahodskem načinu; glej zgoraj).
  Na naslovni strani Gospodarja prstanov Tolkien konec besedila v Tengvarju označi z dvojno piko, ki ji sledi pomišljaj.
  Enojen vodoravni pomišljaj na sredini  se dvakrat pojavi v Bilbovi pogodbi, kjer obkroža oklepajočo pripombo. Ustrezal bi podpičju. Na naslovni strani Gospodarja prstanov dvojna pika, ki ji sledi pomišljaj označuje konec besedila (glej zgoraj).
  V dveh besedilih so dvojni pomišljaji (eden nad drugim) uporabljeni kot pomišljaji, kadar so besede razdeljene v dve vrstici. V drugih dokumentih pa so besede lahko razdeljene v dve vrstici brez kakršnekoli označbe. V Bilbovi pogodbi se zdi, da dvojni pomišljaj ustreza dvopičju.
 Dvojna navpična črta je v Kraljevem pismu uporabljena kot oklepaj, oz zaklepaj. Manj zapleteno obliko najdemo v Bilbovi pogodbi.
″ „ Druga oblika oklepajev je v drugi različici rokopisa Edwina Lowdhama, kjer je prvi oklepaj zapisan z zgornjo oznako, drugi pa s spodnjo. Čeprav jih Tolkien dosledno zapisuje kot oklepaje, jih tu uporabljamo posebej za označevanje besed, napisanih v drugih jezikih (oz. v drugačnih načinih) kot v glavnem besedilu, ne glede na to, ali so te besede res "oklepajoče" ali ne. Opazimo lahko tudi, da oklepaji v tem dokumentu obkrožajo posamezne besede, medtem ko "polni" oklepaji v Kraljevem pismu in Bilbovi pogodbi obkrožajo daljše besedne zveze. Pod drugi teoriji so ta znamenja pravzaprav običajni narekovaji, ki jih je dodal fiktivni urednik besedila. Vendar pa več namigov kaže, da temu ni tako: dosledno ustrezajo oklepajem.
  V Namárië se valovita navpična črta uporablja kot klicaj, ki se pojavlja za vzkličnimi besedami ali besednimi zvezami (čeprav ne na povsem enakih mestih kot v običajni pisavi). Enkrat klicaju sledi enojna pika ( ), ki označuje konec verza, kar kaže na to, da se klicaj lahko po potrebi kombinira z drugimi oznakami za premore. Zanimivo je, da v sindarinskem besedilu A Elbereth, ki je objavljeno skupaj za Namarié in vsebuje več vzklikov, klicaj ni uporabljen. To bi lahko pomenilo, da se znak  ni uporabljal v sindarinščini ali v načinu Belerianda ali da je bil celo značilen samo za Kvenjo ali klasični način.
 Edini primer vprašaja najdemo v Namarié. Vprašaj verjetno izvira iz pisave Sarati, ki predstavlja ma v kvenjskem načinu: po SF (“The Shibboleth of Fëanor” in : The History of Middle-earth vol. 12) je ma vprašalni element. Če je ta razlaga pravilna, je vprašaj verjetno zelo star. Ker sarati v Srednjem svetu v bistvu niso poznali, se zdi verjetno, da je bil vprašaj vključen v Tengvar že v Amanu, morda ga je uvedel celo sam Fëanor. V našem edinem primeru vprašaju neposredno sledita dve dvojni piki, ki označujeta močan premor (). To nakazuje, da se vprašaj lahko po potrebi kombinira tudi z drugimi oznakami za premore.
 Znak, ki predstavlja "in" je v treh dokumentih. To ni pravo ločilo, temveč t. i. "tironska opomba", ki so jo rimski pisarji prvotno uporabljali kot okrajšavo za et (& - in). Znak se je v Evropi uporabljal še v Srednjem veku, na Irskem pa se uporablja še danes. Pomembno je omeniti, da trije dokumenti, ki vsebujejo ta znak, niso napisani v vilinščini, temveč v stari angleščini in latinščini - starih evropskih jezikih.
V številnih dokumentih je Tolkien uporabil ločila iz latinice (npr. piko, vejico, dvopičje, podpičje, opuščaj, vprašaj, klicaj, narekovaje...).

### Angleški način
V angleščini poznamo dva načina:
- angleški pravopisni (ortografski) način
- angleški glasovni (fonemski) način

#### soglasniki
|  | t         |  | p        |  | ch /tʃ/ |  | c /k/, k       |
|  | d         |  | b        |  | j       |  | g              |
|  | th /θ/ 1  |  | f        |  | sh      |  | ch /k/ 2       |
|  | th /ð/ 3  |  | v        |  | /ʒ/ 4   |  | gh 5           |
|  | n         |  | m        |  | -       |  | ng 6           |
|  | r 7       |  | w        |  | y       |  | - 13           |
|  | r 8       |  | 13       |  | l       |  | ll 13          |
|  | s         |  | s, c /s/ |  | z       |  | z              |
|  | h         |  | wh       |  | y 9     |  | w              |
|  | th /t/ 10 |  | ph /f/   |  | 13      |  | ch /k/ 11      |
|  | the       |  | of       |  | 13      |  | tihi gh 12; 13 |

1. kot v "thing"
2. Tengva hwesta(ch /k/) se lahko napiše tudi kot razširjena quessë.
3. kot v "this"
4. pojavlja se kot: {g} (npr. v "mirage"); {si} (npr. v "illusion"); ali {su} (npr. v "treasure")
5. unque  (gh) se izgovarja kot /gh/ (npr. v "ghost"), ali kot /gh/ + /h/ (npr. v "aghast")
6. (ng) se pogosto piše kot (g) s črto zgoraj, ki nakazuje nosnik.
7. uporablja se za končni r, ali r pred soglasnikom (=breztresljajni r)
8. uporablja se za r pred samoglasnikom
9. včasih se uporablja za soglasniški y, ko seuporablja za končni ali samoglasniški y. Večinoma se uporablja za drsni dvoglasniški i (kot npr. v "their").
10. ko se th izgovarja kot /t/ glas (npr. v "Thomas")
11. glas /k/ ko je kot ck (npr. v "black"); ch (npr. v "chaos"); ali kot qu (npr. v "technique")
12. tihi gh (npr. v "Hugh")
13. ti glasovi/znaki so zgolj teoretični, oziroma se uporabljajo le redko

##### črkay
Črka y se zapisuje kot tehta - dve pikici pod naslednjem soglasniku (,,), ali podobno kot strešica na kratkem nosilcu (telco), če je y na koncu besede ali pred samoglasnikom.

##### črka x
Črka x se običajno piše kot quessëza glas /k/; ali quessë s kljuko  (znak, ki označuje sledeči s) spodaj.

#### samoglasniki
Tihi e (običajno na koncu besede) se piše kot pika pod predhodno tengvo (npr. v nice, there).
Podvojeni samoglasniki se zapisujejo kot podvojene tehte nas soglasniki.
Dvoglasniki: te posebne kombinacije se uporabljajo le, kadar se izgovarjajo kot en glas (npr. v "main", ne pa kot v "archaic". V besedi "archaic" sta a in i dela različnih zlogov).
| ai | ei | oi | ui | au | eu | iu | ou/ow | ea | ae | oe |
| -- | -- | -- | -- | -- | -- | -- | ----- | -- | -- | -- |
|    |    |    |    |    |    |    |       |    |    |    |

### Slovenski način
Uradni slovenski način seveda ne obstaja, saj Tolkien ni napisal nobenega besedila v slovenščini v tengvarju. Ta način je prirejen na osnovi angleškega načina. Gre za pisavo, ki temelji na (slovenskih) fonemih. Slovenščina ima 29 glasnikov: 21 soglasnikov in 8 samoglasnikov.
Poenostavljen zapis glasov slovenščine je v poševnicah (npr. /č/), znamenja mednarodne fonetične abecede pa v oglatih oklepajih (npr. [t͡ʃ]).

#### Sistem
Opombe:
- Tengvarke 9, 12, 13, 16, 19, 20, 23, 24, 26, 28, 36, v slovenskem načinu niso v uporabi, saj glasovi, ki naj bi jih te tengvarke predstavljale, v slovenščini niso v rabi ali pa jih že predstavljajo druge tengve.

#### Soglasniki
Opombe:
- Glasu /c/ ali [t͡s] angleški jezik ne uporablja, ni pa ga tudi v nobenem Tolkienovem jeziku - zato za ta glas ni na voljo nobene tengve. Glasu /c/ v tengvarju bi ustrezala kombinacija glasov [t] in [s], torej [t͡s]; V slovenskem načinu zato uporabimo tengvo , ki je združitev simbolov  za [t] in  za [s]. Slednji ni običajna tengva, vendar se uporablja kot sledeči [s] (glej angleški način).
- Glas /j/ ali [j] je v angleščini zapisan s črko y (year), zato uporabimo tengvo . Za zapis črke y se v angleškem načinu uporablja tudi tengva , vendar ta simbol predstavlja glas [i] (oz. [ɪ]), za katerega v slovenskem načinu uporabljamo tehto .
- Črka l ima v slovenščini dve glasovni premeni:
  - navadni /l/ ali [l] pred samoglasniki, na primer klobuk. Za ta glas uporabimo tengvo ;
  - kot kratki dvoglasniški [uʷ] ali  se praviloma (razen izjem) izgovarja za samoglasnikom in pred soglasnikom ali koncem besede (npr. molk /mouk/, pepel /pepeu/. V tem primeru pa uporabimo simbol  - tehto za samoglasnik /u/.
- Za glas /r/ obstajata dva simbola. Uporabljamo ju po t. i. r-pravilu:
  - tengvo  uporabimo, ko r stoji pred samoglasnikom;
  - tengvo uporabimo, ko r stoji pred soglasnikom ali na koncu besede.
- Za /s/ obstajajo kar tri znamenja. Njihova uporaba je odvisna od sosednjih črk v besedi (glej uporabo teht):
  - če moramo črki s dodati samo spodnjo tehto uporabimo tengvo . Ta simbol uporabimo tudi, ko ne rabimo dodati nobene tehte;
  - kadar moramo zapisati samo zgornjo tehto, torej ko s stoji za samoglasnikom, pride v poštev tengva ;
  - če pa moramo na črki s uporabiti zgornjo in spodnjo tehto pa uporabimo tengvo . To bi prišlo v poštev v primeru, ko stoji s za samoglasnikom in pred polglasnikom /ə/ (/osərčje/).
- Črka v ima v slovenščini kar štiri glasovna premena:
  - pred samoglasniki in soglasnikom /r/ zveni /v/ kot ustnično-zobni /v/: vedeti, vrata - [vedeti], [vrata]. Uporabimo tengvo ;
  - pred soglasnikom in ne za samoglasnikom se v izgovarja kot ustnično-mehkonebni  - zveneč /w/ (npr. vzeti /wzeti/) ali nezveneč /ʍ/ (npr. krvnička /krwnička/, vsak /ʍsak/). Za ta dva primera uporabimo tengvo .
  - kratki dvoglasniški [uʷ] ali  za samoglasnikom in pred soglasnikom ali koncem besede (npr.  siv /siuʷ/, sivka /siuʷka/). V tem primeru pa uporabimo simbol  - tehto za samoglasnik /u/.
- Za glas /z/ velja podobno pravilo kot za zapis glasu /s/:
  - v primeru brez tehte oz. s spodnjo tehto uporabimo ;
  - ko pa moramo zapisati zgornjo tehto, pa uporabimo tengvo .

#### Samoglasniki
V jezikih Srednjega sveta in angleščini razlikujejo predvsem med kratkimi in dolgimi samoglasniki. Za kratke samoglasnike uporabljajo enojne tehte na kratkem nosilcu  (navidez podoben črki i, vendar piko zamenjamo s tehto), dolge samoglasnike pa kot enojne tehte na dolgem nosilcu (navidez podoben j, vendar piko zamenjamo s tehto), oz. kot podvojene tehte na soglasniku.
Slovenščina skorajda ne loči med dolgimi in kratkimi samoglasniki (oz. čedalje manj), loči pa med široki in ozkimi samoglasniki, ki celo vplivajo na pomen besede - torej obratno kot v angleščini. Zato je smiselno, da izvorno oznako za dolge samoglasnike uporabljamo za široke.
- V slovenščini obstajajo trije samoglasniki, ki se zapišejo s črko -e- (ali pa sploh niso zapisani - polglanik [ə]). Dober primer za pojasnitev je beseda prešeren, ki vsebuje vse tri vrste »e-ja« - [prɛšerən]. Vsak glas zapišemo z drugo tehto:
  - za ozki e [e] (prɛšerən) uporabimo tehto ;
  - za široki e [ɛ] (prɛšerən) uporabimo podvojeno tehto za [e], oz. tehto za [e] na dolgem nosilcu;
  - za polglasnik [ə] (prɛšerən) pa uporabimo podtehto . Ta simbol je edina tehta, ki se piše na predhodnjem soglasniku, zato jo pišemo pod tengvo.
- Črka o predstavlja dva glasova:
  - ozki o [o] (npr. jok /jok/), za katerega uporabimo tehto ;
  - široki o [ɔ] (npr. noga /nɔga/), ki pa ga zapišemo s podvojeno tehto za [o], oz. s tehto za [o] na dolgem nosilcu .

- Tehto  s katero zapišemo samoglasnik /u/, uporabljamo še za glas [uʷ]/ v glasovnih premenih glasov /l/ in /v/ (glej opombe pri soglasnikih).

Primer: škrbina

### Tengvar v Sindarinu
V Tengvarju sta dva različna načina za zapisovanje Sindarinščine - Gondorski (samoglasnike zapisuje s tehtami) in Beleriandski način (samoglasnike zapisuje z ločenimi tengvami - t.i. polni način).

#### Gondorski način
V gondorskem načinu so samoglasniki označeni s tehtami, ki stojijo na naslednjem soglasniku in če tega ni, so ravno tako postavljeni na kratke nosilce (telco). 
| a | e | i | o | u | y |

Dolgi samoglasniki stojijo na dolgem nosilcu (ára). 
Začetni /i/, ki mu sledi soglasnik se izgovarja kot soglasniški /y/, zato ga zapisujemo z yanto.
|  | t            |  | p                |  | -         |  | c/k              |
|  | d            |  | b                |  | -         |  | g                |
|  | th           |  | f/ph             |  | -         |  | ch               |
|  | dh           |  | v/f              |  | -         |  | -                |
|  | n            |  | m                |  | -         |  | ng               |
|  | -r (končni)  |  | -                |  | i (drsni) |  | w-               |
|  | r (nekončni) |  | rh (nezveneči r) |  | l         |  | lh (nezveneči l) |
|  | s            |  | s                |  | ss        |  | ss               |
|  | h            |  | hw               |  | e (drsni) |  | u (drsni)        |
|  | mh           |  |                  |  |           |  |                  |

Nosniki pred soglasniki (/nt/, /nd/, /mp/, /mb/, /ŋk/, /ŋg/) so označeni s črto nad tengvo sledečega soglasnika.
Nezveneča rh (r) in lh (l) sta vedno začetna. Kjer se pojavita kot nezačetna, ju predstavljata ločeni tengvi.
Razen ss se dvojni/podvojeni soglasniki zapisujejo z dodano črtico.
| mm | nn | ss | ll | rr |
|    |    |    |    |    |

#### Beleriandski način
Beleriandski način je t. i. polni način. To pomeni, da samoglasniki niso zapisani s tehtami, ampak z ločenimi tengvami.
| a | e | i | o | u | y |

|  | t  |  | p    |  | c/k |  | -  |
|  | d  |  | b    |  | g   |  | -  |
|  | th |  | f/ph |  | ch  |  | -  |
|  | dh |  | v/f  |  | -   |  | -  |
|  | nn |  | mm   |  | ng  |  | -  |
|  | n  |  | m    |  | o   |  | w- |
|  | r  |  | rh   |  | l   |  | lh |
|  | s  |  | y    |  | ss  |  | ss |
|  | h  |  | hw   |  | e   |  | u  |
|  | -  |  | i    |  | i-  |  | a  |

Črtica (), ki v angleškem (in slovenskem) načinu označuje samoglasnik e, v beleriandskem načinu označuje poudarjen dolg samoglasnik.
Dvoglasniki v beleriandskem načinu (sindarinščini):
Nosniki pred soglasniki (/nt/, /nd/, /mp/, /mb/, /ŋk/, /ŋg/) so označeni s črto nad tengvo sledečega soglasnika.
Samo podvojena n in m imata poseben znak, ostali podvojeni soglasniki se pišejo podvojeni.
| n | m | nn | mm | ss | ll | rr |
|   |   |    |    |    |    |    |

### Tengvar vKvenji
|  | t                    |  | p                            |  | c (k)                       |  | qu      |
|  | nd                   |  | mb                           |  | ng                          |  | ngw     |
|  | th 〉s               |  | f                            |  | -h                          |  | hw      |
|  | nt                   |  | mp                           |  | nc                          |  | nqu     |
|  | n                    |  | m                            |  | ñ 〉n                       |  | ñw 〉nw |
|  | -r                   |  | v                            |  | (g 〉ɣ 〉)ø                 |  | w (〉v) |
|  | r-                   |  | rd                           |  | l                           |  | ld      |
|  | s                    |  | s                            |  | ss                          |  | ss      |
|  | h-                   |  | -                            |  | -i                          |  | w       |
|  | h (pred /l/ ali /r/) |  | kratki samoglasniški nosilec |  | dolgi samoglasniški nosilec |  | -       |

## Zgodovina pisave
Tolkien je pisavo oblikoval v poznih 20. ali zgodnjih 30. letih 20. stoletja (okoli leta 1930); celotna razlaga tengvarja pa je bila prvič objavljena v dodatku E Gospodarja prstanov leta 1955.

### Tolkienovi primeri tengvarja
Mellonath Daeron Index of Tengwar Specimina (DTS) navaja večino znanih Tolkienovih vzorcev tengvarja.
Znano je le nekaj primerkov, ki so nastali pred objavo Gospodarja prstanov (mnogi so bili objavljeni šele po pisateljevi smrti:
- Prvi objavljen primer iz leta 1937 tengvarja je na sliki, ki jo je Tolkien narisal za Hobita, Pogovor s Smaugom (ang. Conversation with Smaug[8], naslov tengvarskega zapisa The Lonely Mountain Jar Inscription). Napis je na vrču, v spodnjem levem kotu slike, ki prikazuje Smauga, ležečega na kupu zlata, v pogovoru z Bilbom.[9]

- Srednja stran (2.) iz Mazarbulove knjige II, napisane v štiridesetih letih 20. stoletja popolnoma v tengvarju  (Mazarbulova knjiga I in Mazarbulova knjiga III sta napisani v runski pisavi - zato zanju glej stran Kirt): Mazarbulova knjiga II - Gimli je ugotovil, da je to stran napisal Ori, ki "je znal dobro in hitro pisati ter je pogosto uporabljal vilinske pisave"  "(r…(ye)ars since [...] ready) sorrow [...] yesterday being the tenth of November Balin, lord of Moria, fell in Dimrill Dale. He went alone to look in Mirrormere. An orc shot him from behind a stone. We slew the orc, but many more (ca(me) [...]) up from east up the Silverlode [...] (we rescued Balin's body [...]re a sharp battle [...]) we have barred the gates (but doubt if [...]) can hold them long. If (there is [...] no escape it will be a) horrible (fate to) suffer, (but I shall hold.)"
- Zadnja stran iz Mazarbulove knjige, zadnja vrstica. Ta in zgornja sta bili prvotno pripravljeni za vključitev v Gospodarja prstanov
- Naslov risbe Steinborg (Minas Tirith):
- Ilberetov pozdrav iz božičnih pisem očetu iz leta 1937
- Stran Bradodreva
- Rokopis Edwina Lowdhama iz The Notion Club Papers vsebuje staroangleško besedilo, napisano v tengvarju (z nekaj adunajskimi in kvenjskimi besedami), iz let 1945/6.
- Pozdravi Broganu, ki so objavljeni v Pismih J. R. R. Tolkiena, št. 118, okvirno datirani v leto 1948

Naslednji vzorci so verjetno nastali pred Gospodarjem prstanov, vendar niso bili izrecno datirani:
- Vzorec vilinskih besedil I, II, III z deli angleških pesmi Errantry in Bombadil, prvič objavljeno v koledarju Silmarillion 1978, kasneje v Slikah J. R. R. Tolkiena,The Adventures of Tom Bombadil, okoli leta 1931. Čeprav prvotno ni bila povezana z zgodovino in jeziki Srednjega sveta, je Tolkien zgodnjo različico pesmi napisal z vilinskimi črkami. Errantry, ok. 1931. Ta pesem prvotno ni bila povezana z njegovim legendariumom in ni znano, zakaj je Tolkien začetne vrstice napisal z uporabo vilinske pisave. Besedilo je v angleščini.

- So Lúthien, stran angleške različice Lay of Leithian text

Ostali Tolkienovi izvirni napisi v tengvarju: